# Raimund Stecker

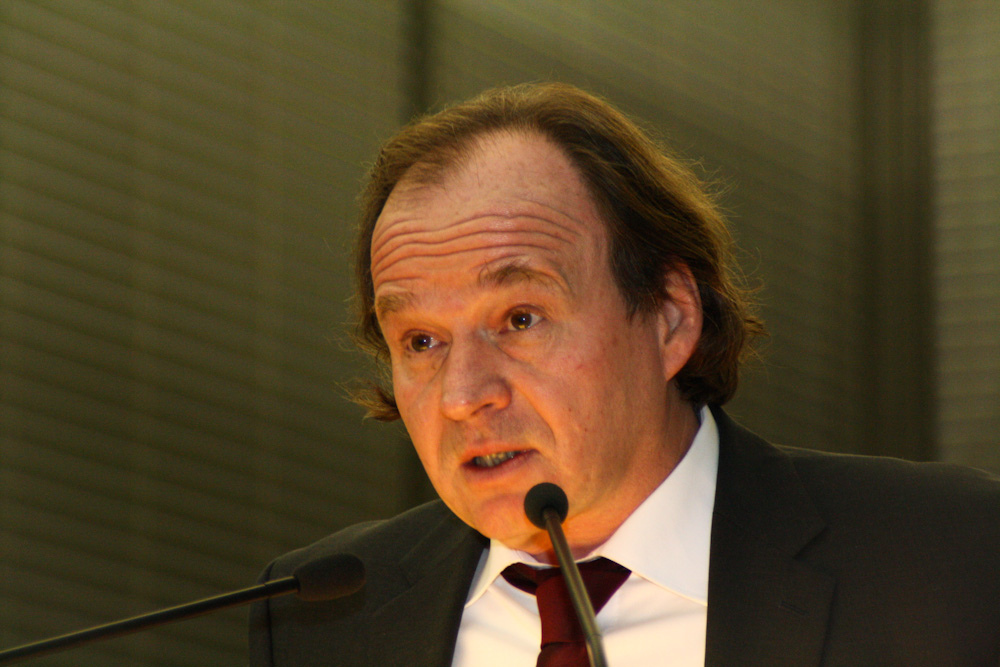
Raimund Stecker (2010)

Raimund Stecker (* 1957 in Duisburg) ist ein deutscher Kunsthistoriker.

## Leben
Raimund Stecker wurde 1957 in Duisburg geboren. Er ist verheiratet und hat zwei Töchter. Er lebt und arbeitet in Berlin, Düsseldorf und Essen.
Von 1971 bis 1974 absolvierte er eine Buchbinderlehre, während der er bei Tünn Konerding Bücher und Druckauflagen für Otto Piene, Günther Uecker, Blinky Palermo und Jan Schoonhoven fertigte und Joseph Beuys erstmals traf. Anschließend machte er die Fachhochschulreife sowie sein Abitur. Er studierte Kunstgeschichte, Philosophie, Neuere Geschichte, Publizistik- und Kommunikationswissenschaften in Bochum, Hamburg und Florenz. Promoviert wurde er an der Ruhr-Universität Bochum bei Max Imdahl. Die Dissertation schrieb er über The Stations of the Cross – Lema Sabachthani von Barnett Newman.
Seit 1981 schreibt er als freier Mitarbeiter für die Westdeutsche- und die Frankfurter Allgemeine Zeitung, Die Welt und verschiedene internationale Kunstzeitschriften, so über lange Zeit für „Das Kunstwerk“ und das Kunstforum International, sowie für das Schweizer Kunstbulletin. Seither ist er auch als freier Publizist tätig und Autor zahlreicher kunstgeschichtlicher und -theoretischer Beiträge für Kataloge internationaler Museen, Galerien und Künstler.
1988 bis 2015 war er Lehrbeauftragter und Honorarprofessor für Kunstgeschichte und Geschichte der Kunst der Gegenwart an der Kunstakademie Münster sowie er Lehraufträge an der Akademie der Bildenden Künste München und Kunstakademie Mainz wahrnahm.
Von 1993 bis 2000 war er geschäftsführender Direktor des Kunstverein für die Rheinlande und Westfalen, Düsseldorf. Von 2000 bis 2005 war er Gründungsdirektor des Arp-Museum Rolandseck in Remagen bei Bonn. In den Jahren 2005 bis 2009 war er Berater des Finanzministeriums in Rheinland-Pfalz in baukünstlerischen Fragen – Umbau Schloss Hambach, Entwicklung Eltzer Höfe, Burgen im Welterbe Mittelrheintal ...; Projektleiter zur Entwicklung eines privaten Museums-Kunst und Kulturzentrum in Ljubljana, Slowenien, (Kunstsammlung Lah) als freier selbstständiger Kurator tätig.
Von 2009 bis 2013 war er künstlerischer Direktor des Lehmbruck-Museums in Duisburg.
Seit 2015 ist Raimund Stecker Lehrbeauftragter für Kunstwissenschaft an der Hochschule der bildenden Künste Essen, seit 2016 ist er dort Professor für Kunstwissenschaft.
Er ist Mitglied in zahlreichen Gremien, u. a. in Jurys der Art Cologne, von ECCE (European Centre for creative economy) und seit 2006 im Fachbeirat für das UNESCO-Welterbe Mittelrheintal. 2022 war er Mitgründer des PEN Berlin.

## Veröffentlichungen (Auswahl)

### Dissertation
The Stations of the Cross – lema sabachthani von Barnett Newman. Untersuchung über die Aufhebung der Widersprüchlichkeit von Form und Inhalt. Bochum, 1993.

### Buchpublikationen
(herausgegeben oder aufgrund der Tätigkeit als Direktor oder Kurator verantwortet)
- Ali Moradkhani: Otto Piene. RAINBOW. Galerie Breckner, Düsseldorf 2017, ISBN 978-3-939452-23-2.
- Stefan Koldehoff, Ralf Oehmke, Raimund Stecker: Der Fall Gurlitt – Ein Gespräch. Nicolai, Berlin 2014, ISBN 978-3-89479-863-5.
- Ulrich Hensel, Ralph Heusner (Mitarb.), Raimund Stecker: Ulrich Hensel. SITES. Hatje Cantz, Ostfildern 2014, ISBN 978-3-7757-3890-3.
- Frauen – Liebe und Leben. Mit weiteren Beiträgen von Denise Wendel-Poray, Philippe Dargen, Germano Celant und Melinda Davis Wingate, Ostfildern 2013, ISBN 978-3-7757-3534-6.
- Skulpturensammlung–LehmbruckMuseum (Bestandverzeichnis). Bearbeitet von Gottlieb Leinz, Duisburg 2012, ISBN 978-3-89279-681-7.
- Expressionismus & Expressionismi – Der Blaue Reiter vs Brücke. Franz., mit weiteren Beiträgen von Andrei Nakov, Jacqeline Munck, Denise Wendel, Marc Restellini, Tayfun Belgin, Roman Zieglgänsberger und Ralph Melcher, Paris 2011, ISBN 978-2-35867-024-1.
- 100 Jahre Knieende – Lehmbruck in Paris 1911. Hrsg. gemeinsam mit Marion Bornscheuer, mit weiteren Beiträgen von Marion Bornscheuer, Susanne Kudielka, Denise Wendel-Poray und Hans Portsteffen, Lehmbruck Museum, Duisburg 1911, ISBN 978-3-8321-9426-0.
- Erformt – Uwe Karlsen. Dt./Engl./Franz., mit weiteren Beiträgen von Denise Wendel, Jacques Derrida, Niklas Stiller und Benjamin Katz (Foto), Köln 2011, ISBN 978-3-8321-9302-7.
- Fabian Marcaccio: The Structural Canvas Paintants. Mit weiteren Beiträgen von Sabine Heiliger und Marc Wellmann; Berlin/Duisburg 2011/2012.
- Herkules – Werkmonografie – Markus Lüpertz Bozzetti für ein Monument im Ruhrgebiet (dt./engl./türkisch); Mit einem weiteren Beitrag von Eric Darragon, Kat. LehmbruckMuseum, Duisburg 2010, ISBN 978-3-86678-642-4.
- Wilhelm Mundt: About Trashstones. Dt./Engl./Türkisch, Kat. LehmbruckMuseum, Duisburg 2010.
- Hans Arp: Works from the Collection of the ARP MUSEUM. Hrsg. gemeinsam mit Astrid von Asten – Jap./Engl., Tokyo 2005.
- Michael Schmidt: Irgendwo. Köln 2005, ISBN 3-936859-18-3.
- Richard Deacon: The Size Of It. Dt./Engl./Baskisch/Kastilisch/Finnisch/Franz., mit weiteren Texten von Javier González de Durana und Timo Valjakka; Kat.: Artium, Vitoria-Gasteiz; Sara Hilden taidemuseum, Tampere; ARPMuseum Rolandseck; Remagen, 2005/2006; ISBN 3-937572-32-5.
- Über das Geistige von Aneignung. In: Arp / Craig-Martin / Arp (Dt./Engl.); Mit Michael-Craig-Martins „Townsend Lecture“; Kat. ARPMuseum Rolandseck, Remagen/Düsseldorf 2004, ISBN 3-937572-14-7.
- MALEREI das unentfremdete Medium. Sammlung von 41 wissenschaftlichen Vorträgen, Katalogbeiträgen und Feuilletons zu Carl Buchheister über Enrico Prampolini, Leon Kossoff, Howard Hodgkin, Bridget Riley, Gerhard Richter, Blinky Palermo bis Tatjana Doll, Heike Kati Barath und Sonia Knopp, Regensburg 2003, ISBN 3-929970-51-1.
- Yuji Takeoka: Ein leeres Dazwischen. Dt./Engl./Jap., mit weiteren Beiträgen von Yuji Takeoka und Minoru Shimizu; Düsseldorf, 2000, ISBN 3-925974-61-X.
- Michael Schmidt: FRAUEN. Köln 2000, ISBN 3-88375-423-4.
- Eugène Leroy: Alles ist Farbe. Mit einem Beitrag von Georg Baselitz, Düsseldorf 2000, ISBN 3-925974-60-1.
- Bridget Riley: Selected Paintings 1961-1999. Dt./Engl., mit weiteren Beiträgen von Ernst H. Gombrich, Robert Kudielka, Bridget Riley, Michael Craig-Martin und Michael Krajewski, Ostfildern-Ruit 1999, ISBN 3-7757-0907-X.
- mode of art. Mit Beiträgen von Michael Krajewski, David Moss, Catrin Backhaus (Lorch); Udo Kittelmann, Uta M. Reindl, Almine Rech, Dirk Steinmann, Bernd Finkeldey, Rafael von Uslar, Nicole Heusinger und Georg Elben, Düsseldorf 1999, ISBN 3-925974-58-X.
- Berenice Abbott: Changing New York. Mit einem Beitrag von Bonnie Yochelson, München 1999, ISBN 3-925974-57-1.
- Michael Bach, Andreas Gurski, Axel Hütte, Andreas Schön, Michael van Ofen: Landschaften/Landscapes. Dt./Engl., Düsseldorf 1998, ISBN 3-928762-79-6.
- Allen Ginsberg in Wuppertal / Allen Ginsberg in Düsseldorf; Booklet zur CD mit Beiträgen von Allen Ginsberg, Dirk Steinmann, Günter Ohnemus und Lawrence Ferlinghetti, Düsseldorf 1998.
- Hamish Fulton und Peter Hutchinson; Mit weiteren Beiträgen der Künstler, Düsseldorf 1998, ISBN 3-925974-53-9.
- Henri Cartier-Bresson: Europäer. Mit einem Beitrag von Jean Clair, München 1998, ISBN 3-88814-887-1.
- Thomas Schütte und Henrik Wolff; Mit einem Beitrag von Matthias Winzen, Düsseldorf 1997, ISBN 3-925974-51-2.
- Robert Doisneau: Drei Sekunden Ewigkeit. Mit einem Beitrag von Robert Doisneau, München 1997, ISBN 3-88814-847-2.
- Michael Craig-Martin und Raymond Pettybon; Mit Beiträgen von Craig-Martin und Katja Blomberg sowie Pettybon und Frances Scholz, Düsseldorf 1997, ISBN 3-925974-50-4.
- Howard Hodgkin: Retrospektive. Mit weiteren Beiträgen von Bruce Chatwin, Michael Auping, Susan Sontag, John Elderfield und Marla Price, Ostfildern 1996, ISBN 3-930717-37-9.
- Thomas Bernstein und Jürgen Drescher, Düsseldorf 1996.
- Junior Toscanelli – Malerei; Mit einem Beitrag von Heinz-Norbert Jocks; Düsseldorf 1996, ISBN 3-925974-49-0
- Das Abenteuer der Malerei (Dt./Engl. – Hrsg. gemeinsam mit Martin Hentschel); Mit weiteren Beiträgen von John Berger und Christoph Schreier und einer Anthologie zur Malerei von Edmund Burke (1729–1797) bis Tim Wolfe (1931-); Ostfieldern 1995, ISBN 3-930717-15-8
- „Triumph der New York School“ von Mark Tansey; Mit einem weiteren Beitrag von Arthur C. Danto, Düsseldorf 1995, ISBN 3-925974-45-8.
- UMBO – Vom Bauhaus zum Bildjournalismus; Mit einem Beitrag von Herbert Molderings, Düsseldorf 1995, ISBN 3-928762-42-7.
- Leon Kossoff – Werke 1986–1994; Mit Beiträgen von David Sylvester, Rudi Fuchs und Peter Schmersal, ISBN 3-925974-46-6.
- 45ff – KRIEGSENDE: Kontinuität und Neubeginn; Mit Beiträgen von Ingrid Bachér, Michael Hesse, Klaus Kreimeier, Eduard Trier, Jürgen Hein, Gundolf Winter, Reinhard Oelschlägel, Herbert Molderings, Raimund Hoghe, Marianne Lienau, Werner Durth und Henning Rischbieter, Düsseldorf 1995, ISBN 3-928762-41-9.
- Harry Shunk – Projects: Pier 18; Supplement auch mit der deutschen Übersetzungen des Gespräches zwischen Harry Shunk und Loic Malle, Düsseldorf 1994, ISBN 3-925974-28-8.
- Ernst Hermanns – Ein Raum; Mit Beiträgen von Ernst Hermanns, Klaus Bußmann, Friedrich Meschede, Paul Isenrath, Katja Blomberg, Michael Krajewski und Michael Vignold, Düsseldorf 1994, ISBN 3-925974-43-1.
- Ansel Adams – Classic Images; Supplement zur amerikanischen Ausgabe, mit deutschen Übersetzungen und Beiträgen von Jiri Svestka, John Szarkowski und James Alinder, Düsseldorf 1993, ISBN 3-925974-26-1.
- Serge Spitzer – INDEX, 1972–1992; (plus Supplement) Mit Beiträgen von Dan Cameron, Franz-W. Kaiser, Harald Szeemann; Den Haag 1992, ISBN 3-925974-29-6.

### Wissenschaftliche Aufsätze und Katalogbeiträge (Auswahl)
- IDENTITÄT – Ist Identität erstrebenswert? Abdruck des Vortrags auf der Berner-Kulturkonferenz; In: ensuite – Zeitschrift zu Kultur&Kunst, Bern 2015.
- Aufsätze zu: Thomas Grünfeld, Harald Klingelhöller, Thomas Schütte, Didier Vermeiren; In: Die Bildhauer – Kunstakademie Düsseldorf 1945 bis heute; Kat. Kunstsammlung Nordrhein-Westfalen, Düsseldorf 2013, ISBN 978-3-86678-789-6.
- Wenn der Anblick den Einblick fordert – Über ein Neues – das gleichberechtigte Innen und Aussen an Plastiken (Dt./Engl.); In: Emil Cimiotti – Strukturen/Structures, Bielefeld 2013, ISBN 978-3-86678-821-3.
- Durch Wilhelm Lehmbruck fällt ein helles Licht auf El Greco – und auch durch Otto Gutfreund; In. Katalog zur Ausstellung El Greco und die Moderne, Museum Kunst Palast, Düsseldorf 2012, ISBN 978-3-7757-3326-7.
- Le Sublime est á Reims – Zu den Fenstern von Imi Knoebel in der Kathedrale von Reims (Franz.); In. Couleurs & Lumière – Kat. Musée des Beaux-Arts de Reims, Reims 2011, ISBN 978-2-915548-61-7.
- Das Sehen der Welt nach IMI Knoebel; In: IMI Knoebel – WEISS SCHWARZ; Salzburg 2010, ISBN 978-3-901935-42-8.
- Über das weitere Nebelfeld – Gespräch mit Christoph Worringer; In. Christoph Worringer, Landesmuseum-Münster, 2010, ISBN 978-3-7757-2640-5.
- Aufsätze zu: Georg Herold – Herrenperspektive, Thomas Rentmeister – Ohne Titel; Dieter Roth – Karnickelköttelkarnickel (Scheißhase); In. Kunst-Geschichten – Die Sammlung des ArpMuseums Bahnhof Rolandseck, Remagen 2009, ISBN 978-3-941263-08-6.
- Monument to the Timelessness of Enlightenment – Zu den Skulpturen von Richard Deacon (Wiederabdruck – Slowenisch/Englisch); In: Richard Deacon, Kat, zur Ausstellung in TR3, Ljubljana 2008.
- Obsoleszenz, temporäre Erosion oder Renaissance der Zielvorgabe; In: Ein Arkadien der Moderne? – 100 Jahre Künstlerhaus Villa Romana in Florenz, Weimar 2005, ISBN 3-931768-85-6.
- Will Architektur Skulptur werden? Dt./Baskisch. In: Archiskulptur/ArquiEscultura; Kat zur Ausstellung in: Fondation Beyeler, Riehen/Basel; Museo Guggenheim, Bilbao, Kunstmuseum Wolfsburg, Basel 2004, ISBN 3-7757-1490-1.
- Zwiegespräch über Kadmiumrot. In: Howard Hodgkin, Berlin 2004, ISBN 3-88375-872-8.
- Peter Hutchinsons „Geworfene Linien“. Ein Modell für zu wollende Landschaftsbilder. In: Symposionsbericht Welche Landschaft wollen wir? Die Kulturlandschaft als Gestaltungsaufgabe, Hasselbach 2002, ISBN 3-89279-580-0.
- Ein Strukturwandel in der Kunst im öffentlichen Raum? In: direttissima. Schriften der Kunstakademie Münster, Münster 2001, ISBN 3-928682-28-8.
- Architektur als Adresse (gemeinsam mit Susanne Scheidler); In.: Medienmeile Hafen Düsseldorf – Bauten, Projekte und Visionen für eine neue Stadt, Wuppertal 1997.
- Werkbetrachtungen zu Arbeiten von Reinhard Mucha, Wilhelm Mundt, Richard Deacon und Giuseppe Penone; In: Kat. Sammlung Ackermans, Museum Kurhaus Kleve, Kleve 1997, ISBN 3-932189-92-2.
- Nichtraumarchitekturen – Zu den „Räumen“ Gregor Schneiders; In. Kat: Gregor Schneider, Mönchengladbach 1992.
- Die Kunst ums Licht; in: Kat. James Turrell, KV-Düsseldorf, Düsseldorf/Wien 1992, ISBN 3-89322-456-4.
- Cadavre exquis von Thomas Wrede – Nur in der Photographie existierende Skulpturen. In: DELFIN, Konstruktivismus: Geschichte und Anwendung, hrsg. von Gebhard Rusch und Siegfried J. Schmidt, stw, Frankfurt a. M. 1992, ISBN 3-518-28640-4.
- Kunst ist die geistige Umwertung der Materie – Zu den weittragenden Gedanken von Theo van Doesburg vor und in dem „Manifest“ genannten Grundlagen der Konkreten Kunst. In: das kunstwerk. 4XLIII, 1990.
- Über das Vertrauen bei Nacht und Nebel, in: Jårg Geismar, Future is based on trust, Galerie Littmann, Basel, 1989
- Eingreifen, unterstützen, anmaßen – Zur unterstützenden Maßnahme Eberhard Bosslets im Fridericianum. In: Kat. DOKUMENTA 8. Kassel 1987.